# Dłutowanie zęba
Dłutowanie zęba – zabieg chirurgicznego (operacyjnego) usunięcia zęba. Korona takiego zęba jest częściowo lub całkowicie przykryta tkanką kostną. Aby usunąć ząb, należy najpierw zrobić do niego dostęp. Chirurg stomatolog nacina dziąsło, odwarstwia płat śluzówkowo – okostnowy i odsłania kość. Następnie specjalnymi wiertłami (dawniej dłutami – stąd dłutowanie), zdejmuje kość ponad i dookoła korony zęba, lub dzieli zęba i korzenie i je usuwa, a na koniec zszywa ranę. Zabieg dłutowania przeprowadza się w znieczuleniu miejscowym na sali zabiegowej w warunkach sterylnych. Trwa od kilkunastu do kilkudziesięciu minut.
Wykonuje się głównie w przypadku zębów zatrzymanych. Najczęściej zatrzymaniu ulegają dolne trzecie zęby trzonowe (ósemki), następnie kły górne, zęby przedtrzonowe i zęby sieczne centralne.
Statystycznie najczęściej wykonuje się dłutowanie ósemki dolnej. Jeśli zaistnieje taka konieczność, czyli wystąpi w tej okolicy ból, obrzęk, stan zapalny, szczękościsk, próchnica częściowo wyrzniętego zęba, stłoczenia pozostałych zębów.
Bardzo ważne przed zabiegiem dłutowania zęba jest badanie przedzabiegowe i dokładna diagnostyka radiologiczna (najdokładniejsze CBCT) i zaplanowanie zabiegu poprzez dobranie optymalnego dostępu chirurgicznego, a co za tym idzie zmniejszyć ewentualne powikłania i dolegliwości bólowe.